# Barbiana

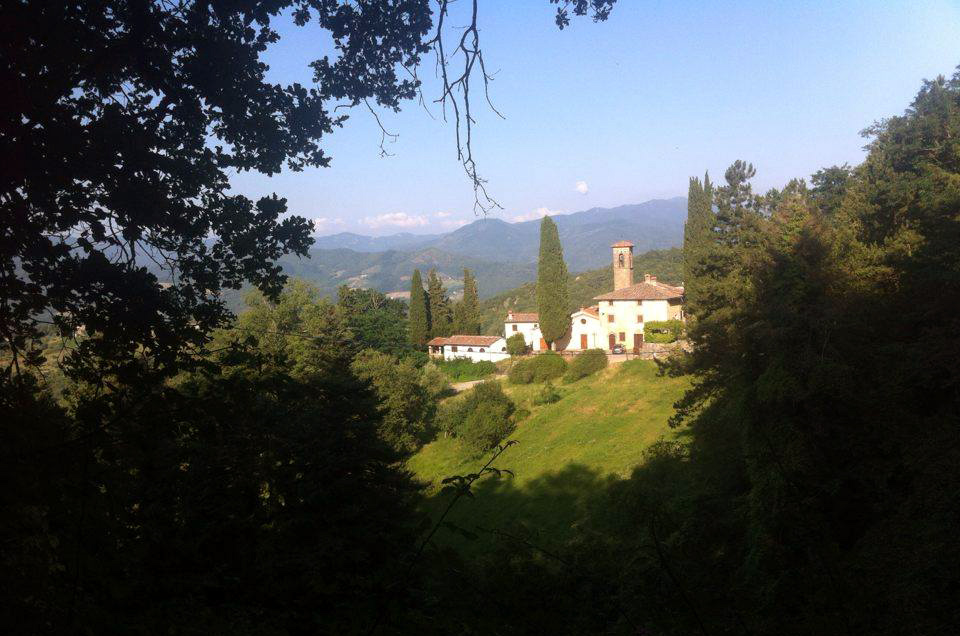
Iglesia de Barbiana

Barbiana es un caserío de la localidad italiana de Vicchio en las montañas del Mugello provincia de Florencia, ubicado a unos 45 kilómetros de Florencia. Este lugar es conocido y adquirió fama, gracias al cura del lugar, don Lorenzo Milani (1923-1967), quien fuera párroco y dedicara toda su actividad a una pequeña escuela privada que montó en la misma parroquia. Desde allí - a pesar del retiro al que le sometió la jerarquía eclesial - su voz se oyó (y se oye todavía) en el mundo social, pedagógico y eclesial.